# 보렐 합
수학에서 보렐 합(Borel合, 영어: Borel summation)은 발산하는 급수의 합을 계산하는 한 방법이다.

## 정의
다음과 같은 급수
{\displaystyle a(z)=\sum _{k=0}^{\infty }a_{k}z^{k}}
가 있다고 하자. 이 급수의 약한 보렐 합(영어: weak Borel sum)은 다음과 같다.
{\displaystyle \lim _{t\to \infty }\exp(-t)\sum _{n=0}^{\infty }{\frac {t^{n}}{n!}}\sum _{k=0}^{n}a_{k}z^{k}}
약한 보렐 합이 존재하는 급수를 약하게 보렐 가합 급수(영어: weakly Borel-summable series)라고 한다.
보다 더 강력한 합을 정의하려면, 급수의 보렐 변환(영어: Borel transform)을 다음과 같이 정의하자.
{\displaystyle {\mathcal {B}}a(t)=\sum _{n=0}^{\infty }{\frac {a_{n}t^{n}}{n!}}}
만약 보렐 변환 {\displaystyle {\mathcal {B}}a}가 충분히 작은 {\displaystyle t}에 대하여 수렴하고, 이를 모든 양의 실수값으로 해석적 연속할 수 있다면, {\displaystyle a(z)}의 보렐 합은 다음과 같다.
{\displaystyle \int _{0}^{\infty }\exp(-t){\mathcal {B}}a(tz)\,dt}
보렐 합이 존재하는 급수를 보렐 가합 급수(영어: Borel-summable series)라고 한다.

## 유도
보렐 합은 다음과 같이 "유도"할 수 있다. 우선, 모든 음이 아닌 정수 {\displaystyle n}에 대하여 다음이 성립한다.
{\displaystyle \int _{0}^{\infty }\exp(-t)t^{n}\,dt=\Gamma (n+1)=n!}
따라서, 급수에 이 적분을 삽입한 뒤, 적분과 합의 순서를 바꾸자.
{\displaystyle \sum _{n=0}^{\infty }a_{n}z^{n}\,dt=\sum _{n=0}^{\infty }a_{n}z^{n}\int \exp(-t)t^{n}\,dt/n!}
{\displaystyle =\int \exp(-t)\left(\sum _{n=0}^{\infty }(tz)^{n}/n!\right)\,dt=\int \exp(-t){\mathcal {B}}a(tz)\,dt}
급수가 수렴한다면 적분과 합의 순서를 바꿀 수 있고, 따라서 보렐 합이 급수의 합과 같게 된다.

## 성질
보렐 합은 다음과 같은 성질을 만족시킨다.
- 수렴하는 급수의 경우 보렐 합과 약한 보렐 합이 존재하며, 이는 통상적인 합과 같다.
- 모든 약하게 보렐 가합 급수는 보렐 가합 급수이다. 그러나 그 역은 성립하지 않는다.

## 예
기하급수 {\displaystyle a(z)=\sum _{k=0}^{\infty }z^{k}}는 {\displaystyle |z|<1}이면 수렴하나 그 밖에서는 발산한다. 이 급수의 보렐 변환은
{\displaystyle {\mathcal {B}}a(t)=\sum _{n=0}^{\infty }{\frac {t^{n}}{n!}}=\exp t}
이다. 따라서 기하급수의 보렐 합은
{\displaystyle \int _{0}^{\infty }\exp(t(z-1))\,dt=1/(1-z)}
이며, 이는 {\displaystyle \operatorname {Re} z<1}인 경우 수렴한다. 즉, 수열이 수렴하는 범위가 더 넓어진다.

## 역사
에밀 보렐이 1899년 도입하였다. 여기에 대하여 다음과 같은 일화가 전해진다.
| “ | 당시에 무명의 젊은 수학자였던 보렐은 그가 발견한 합 방법이 여러 고전적으로 발산하는 급수들을 ‘옳게’ 계산할 수 있다는 사실을 발견하였다. 보렐은 당시 복소해석학의 최고봉이었던 미타그레플레르를 뵈러 스톡홀름을 순례하였다. 마타그레플레르는 보렐의 말을 정중히 듣고는, 자신의 지도 교수였던 바이어슈트라스 전집에 손을 얹고 다음과 같이 라틴어로 천명하였다. ‘교수님께서 이를 금지하셨다.’ Borel, then an unknown young man, discovered that his summation method gave the 'right' answer for many classical divergent series. He decided to make a pilgrimage to Stockholm to see Mittag-Leffler, who was the recognized lord of complex analysis. Mittag-Leffler listened politely to what Borel had to say and then, placing his hand upon the complete works by Weierstrass, his teacher, he said in Latin, 'The Master forbids it'. | ” |
|   | — Mark Kac, quoted by Reed & Simon (1978, p. 38) |   |

## 같이 보기
- 아벨 극한 정리

## 참고 문헌
1. ↑  Borel, E. (1899). “Mémoire sur les séries divergentes”. 《Annales scientifiques de l’École normale supérieure (3ème série)》 (프랑스어) 16: 9–131. JFM 30.0230.03.

- Hardy, Godfrey Harold (1992), 《Divergent Series》 (영어), New York: Chelsea, ISBN 978-0-8218-2649-2, MR 0030620
- Reed, Michael; Barry Simon (1978). 《Methods of modern mathematical physics. IV. Analysis of operators》 (영어). New York: Academic Press [Harcourt Brace Jovanovich Publishers]. ISBN 978-0-12-585004-9. MR 0493421.
- Weinberg, Steven (2005). 《The quantum theory of fields. vol. II》 (영어). Cambridge University Press. ISBN 978-0-521-55002-4. MR 2148467.